# Микрохроматика
Микрохрома́тика ( μικρός «маленький» + χρῶμα «цвет, краска») — род интервальной системы (по Ю. Н. Холопову), содержащий микроинтервалы — четвертитоны, трететоны, шестинатоны и другие. В отличие от экмелических микрохроматические интервалы эммелические, то есть являются конститутивными элементами звуковысотной системы. Такие интервалы могут быть точно измерены и представлены в числовом выражении; в смысле высотной определённости они составляют предмет гармонии так же, как диатонические и хроматические интервалы в соответствующих интервальных родах.

## Термин
В западном музыкознании термин «микрохроматика» не используется. Словосочетанием англ. microtonal music (нем. Mikrotonmusik), которое установилось сравнительно недавно, охватывается любая музыка, содержащая микроинтервалы; понимание «микротоновой музыки» как рода интервальной структуры не выделяется. Некоторые российские музыковеды (И. К. Кузнецов, И. Д. Никольцев) и композиторы (А. И. Смирнов) употребляют термины «микрохроматика» и «микротоновая музыка» как синонимы, другие (Л. О. Адэр) делают морфологическую передачу «микротоновая музыка» и обозначают некое (точно не определённое) качество такой музыки неологизмом «микротоновость». В основном же российские учёные для обозначения рода интервальной структуры пользуются термином «микрохроматика» (см. список литературы к данной статье). Эта традиция в России установилась во 2-й половине 1970-х гг. и закреплена в специализированных музыкальных словарях — в 6-томной «Музыкальной энциклопедии» (1976), в «Музыкальном энциклопедическом словаре» (1990), в «русском Гроуве» (2007), в словаре «Музыка XX века» (2010) — и, наконец, в универсальной Большой российской энциклопедии (2012).
Как и в русском языке, в ряде европейских языков (помимо английского) используются свои термины для обозначения того же музыкального феномена. Так, в Германии, Австрии, Чехии начиная с первых десятилетий XX века и по сей день распространён термин Viertelton-Musik (четвертитоновая музыка), а тип интервальной структуры, лежащий в основе такой музыки, называется Viertelton-System (четвертитоновая система). В итальянской литературе (Л. Конти) используется термин microtonalismo и т. д.

## Две стороны микрохроматики
Микрохроматическая высотность подразделяется на мелизматическую и ступенную. Мелизматическая микрохроматика воспринимается слухом как небольшое видоизменение «базовой» (диатонической или хроматической) ступени, как её специфическая окраска. Ступенная трактовка микроинтервала предполагает «разрыв поступенности звуковедения» (Ю. Н. Холопов), особенно если речь идет о скачке от диатонической к микрохроматической ступени (например, скачок на чистую кварту, уменьшенную на четвертитон).
Использование микроинтервалов как средства орнаментирования (например, блюзовые ноты в джазе) не создаёт принципиально нового качества лада как системы функций (логических значений отдельных тонов и созвучий, выводимых из различий звуковысот и их отношений между собой). Ступенное использование микроинтервалов, наоборот, придаёт микрохроматике статус интервальной системы особого рода. Признание феномена ступенной микрохроматики позволяет поставить её (по крайней мере, как гносеологическую категорию) в один ряд с другими, широко употребительными, родами — диатоникой и хроматикой.

## Проблема интонирования микроинтервалов
Интонирование микроинтервалов и слышание их как элементов константной структуры интервального рода крайне затруднительно для музыканта, воспитанного в традициях европейской академической музыки. При том, что двенадцать звуков хроматической гаммы слух европейца способен различать как отдельные ступени, микрохроматический интервал (даже четвертитон, не говоря уже о более мелких интервалах) тот же слух, не подготовленный с помощью особой тренировки, оценивает как фальшь или как новую окраску «базовой» ступени, а не как перемену ступени звукоряда. Хотя слух человека вполне способен различать микроинтервалы (тренированный — до 16 центов), они интерпретируются реципиентами как высотные «отклонения», производные от привычных интервалов хроматического звукоряда. Ещё более затруднительно предслышание отдалённой микроступени, то есть при интервальном скачке. Микрохроматика на инструментах с механической интонацией (четвертитоновое фортепиано, гармониум, различные синтезаторы) даёт лишь видимость решения проблемы. «Всё равно в нашем сознании мы понимаем произведение лишь в той мере, в какой мы в состоянии его интонировать, как если бы мы его пели».
Проблема восприятия (и интонирования) микроинтервалов в Европе очевидно существовала, начиная с первых попыток возрождения греческой энармоники. Н. Вичентино, описывая свою реконструкцию «энармоники», предупреждал читателя:

Энармоническая композиция влечёт за собой некоторые совершенно иррациональные созвучия (compagnie tutte inrationali), в которых диатонические ступени и [интервальные] скачки звучат совершенно фальшиво и негодно (tutti falsi & ingiusti), как, например, большой и малый целый тоны, малая и слегка уменьшенная, большая и слегка увеличенная терции, скачки на слегка увеличенную кварту и слегка уменьшенную квинту, и другие иррациональные [интервальные] скачки.— Vicentino. Prattica III.51, f.67r

## Проблема нотации микроинтервалов
В отличие от нотной записи музыки в других интервальных родах (например, в нотации европейской диатоники и хроматики) для микроинтервалов никогда не существовало и до сих пор не существует единой и общепринятой системы нотации. При всём различии индивидуальных композиторских нотаций микрохроматики просматривается тенденция — описывать микроинтервалы на обычном пятилинейном нотоносце (предполагающем в качестве минимального «высотного шага» полутон) не как самостоятельные, функционально независимые ступени микрохроматической звуковой системы, а как «микроальтерации» хроматических ступеней звукоряда — по этой причине микрохроматические повышения и понижения наиболее часто описываются знаками графически видоизменённых диеза и бемоля.

## Исторический очерк

### Античность, Средневековье, Возрождение
Микроинтервалы применялись в греческой античности, но уже в Риме (например, в IX книге знаменитой энциклопедии Марциана Капеллы «Бракосочетание Филологии и Меркурия»), а также в греческих трактатах новой эры (у Никомаха, Птолемея), в учебниках  гармоники (у Клеонида, Гауденция, Бакхия) и в греческой музыкальной историографии (трактат «О музыке» Псевдо-Плутарха, II-III в. н.э.) — описание энармонических систем стало данью традиции, не подразумевавшей под собой музыкальных реалий. Вот типичный позднеантичный отзыв об «утрате» энармоники:

Самый прекрасный род, [энармонический], о котором более всего радели древние из‐за его благородства, у нынешних [музыкантов] совершенно неупотребителен, и многие вообще не способны воспринимать энармонические интервалы. Люди настолько бесчувственны и индифферентны, что, по их мнению, энармоническая диеса не оказывает такого воздействия, которое было бы доступно чувственному восприятию. Соответственно, ее удаляют из практики музицирования, считая болтунами тех, кто всерьез говорит о ней либо использует этот род.— Псевдо-Плутарх. О музыке (перевод В.Г. Цыпина)
Интервальная система в профессиональной музыке в эпоху Средневековья претерпела ещё большее упрощение по сравнению с позднегреческой. Так, в основе богослужебной монодии католиков (cantus planus) лежала диатоника (точнее, миксодиатоника), при том что трактаты теоретиков музыки Средневековья по инерции ещё описывали (в основном, опираясь на греческую теорию музыки в пересказе Боэция) все три древнегреческих рода мелоса. Отдельные микрохроматические теории регистрируются в позднем Средневековье (Маркетто Падуанский, Джон Хотби) и в эпоху Возрождения (Н. Вичентино). Однако, влияние таких теорий на музыкальную практику в Европе было незначительным. Микрохроматические эксперименты западноевропейских композиторов единичны, как, например, шансон «Seigneur Dieu ta pitié» (1558), написанная французом Гийомом Котле и несколько клавирных пьес, написанных по заказу ботаника Фабио Колонны (в 1618) итальянским композитором Асканио Майоне.

### Микрохроматика в Новое время
Хотя по старинной традиции об «энармоническом роде» теоретики продолжали писать ещё и в XVIII веке, его значение в практическом музицировании было близким к нулю. Окончательное нивелирование микрохроматики во французском барокко произошло у Ж.-Ф.Рамо, который стяжал себе славу в равной мере и как теоретик, и как композитор-практик. В своём трактате «Демонстрация основ гармонии» (1750), подчёркивая приоритет гармонической логики музыки над «акустической» чистотой, Рамо писал:

Всякая разница, которая касается неразличимого, вследствие этого неощутима. Мы не чувствуем разницы в четверть тона между большим и малым полутонами — разве что вследствие трудности интонировать малый, когда он немедленно следует за большим. На этом основании создали клавишные инструменты, имеющие равные полутоны — или, по крайней мере, почти равные. Ещё меньше чувствуют разницу в комму между большим и малым тонами. <…> Таким образом, приняв во внимание все обстоятельства, мы видим, насколько безразлично слуху, соответствуют ли эти тоны, четвертитоны и полутоны «чистым» числовым отношениям. <…> подобные производные имеют силу в мелодии лишь постольку, поскольку они в ней расположены в соответствии с порядком, которого требует гармония. И какое значение имеют для слуха соотношения этих производных? Когда весь эффект, который он от них испытывает, рождается напрямую от фундаментального баса, от совершенства его гармонии.— Цит. по кн.: Чебуркина М. Французское органное искусство барокко. Paris: Natives, 2013, с.256-257.
Редчайшие эксперименты с микрохроматикой отмечаются и в XIX веке. В 1849 Галеви написал кантату «Прометей прикованный» (фр. Prométhée enchaîné; либретто по Эсхилу), где в Хоре океанид с помощью четвертитонов попытался воссоздать греческую энармонику; впрочем, эти эксперименты не произвели на публику желаемого эффекта.

### Микрохроматика в XX веке
В XX веке теоретики музыки и композиторы (и даже немузыканты) предлагали собственные модели звукорядов с использованием микрохроматических интервалов. Среди них российский и американский композитор А. С. Лурье, советский музыковед А. С. Оголевец, чешский композитор А. Хаба, нидерландский физик А. Фоккер, и др.. А. М. Авраамов был, возможно, первым композитором, на практике соединившим микрохроматику и электронную музыку (на основе звуковых приборов, извлекающих звук с помощью луча света, который проходит сквозь определённым образом засвеченную киноплёнку и падает на фотоэлемент усилителя). Уже в 1916 г. в статье журнала «Музыкальный современник» Авраамов сформулировал концепцию «ультрахроматизма».
Одним из первых композиторов микрохроматику систематически внедрял И. А. Вышнеградский. Например, он создал ряд сочинений в жанре своеобразного «фортепианного дуэта» (один инструмент настраивался на четвертитон ниже другого), в том числе «Четыре фрагмента», op. 5 (1918); Вариации на ноту до, op. 10 (1918—1920), «Дифирамб» op. 12 (1923—1924); Концертные этюды, op. 19 (1931); «Intégrations», op. 49 (1962) и т. д. Большинство микрохроматических сочинений Вышнеградский создал в эмиграции. Другим европейским композитором, который систематически применял микрохроматику в первой половине XX века, был А. Хаба. Впервые он задействовал четвертитоны в Сюите для струнных (1917); его самое значительное сочинение, опера «Мать» (1931) — целиком четвертитоновое. Примеры микрохроматических композиций в России первой половины XX века единичны.
В первые десятилетия XX века композиторы и/или исполнители предсказывали бурное развитие микрохроматики в будущем, среди них Ф. Бузони (1907), Б. Барток (1920) и Ч. Айвз (1925).
Так, Барток, откликаясь на распространение микрохроматических экспериментов, писал: «Время дальнейшего деления полутона (возможно, до бесконечности) непременно настанет, если не в наши дни, то через десятилетия и столетия». При этом в абсолютном большинстве собственных сочинений он оставался верен расширенной тональности с модализмами и сочинил лишь одно экспериментальное сочинение с использованием микрохроматики. Аналогичные футурологические прогнозы делал Айвз, который примерно в то же время писал: «Через несколько столетий, когда школяры будут насвистывать популярные песенки в четвертитонах, когда диатоника устареет так же, как ныне устарела пентатоника, тогда <…> пограничные опыты [со слухом] можно будет и проще выразить и легче воспринять». Хотя большинство сочинений самого Айвза вполне укладывается в рамки 12-тоновой хроматической системы, в его творчестве есть примеры использования микрохроматики: например, «Три четвертитоновые пьесы» для двух фортепиано (1924), Четвёртая симфония и некоторые другие его сочинения. Айвз (как и Барток) не думал о микрохроматике в категориях звуковысотной системы, рассматривал её не как новую интервальную систему, а как очередное (наряду с политональностью) средство колористики и искажения привычной звуковысотности. О. Мессиан написал в 1938 году «Две четвертитоновые монодии» для электронного инструмента волны Мартено; в остальных сочинениях он остался в пределах 12-тонового звукоряда и равномерно темперированного строя.
Новый виток развития микрохроматики пришёлся на вторую половину века. К. Штокхаузен отмечал, что слушатели его поколения «начинают <…> острее различать интервалы, их комбинации, микроинтервалы…». Появление микроинтервалов в собственных электронных произведениях (напр., в Контактах / Kontakte, 1958—60) композитор объяснял необходимостью создания баланса между звуками разных типов в новых условиях, когда тон и шум имеют равное значение для композиции. По его мнению, между тембром звука и возможностью применения микрохроматики существует строгая зависимость:

…шумы имеют тенденцию попросту перекрывать тоны. Иными словами, чтобы установить точный баланс между ними в данном отделе музыкальной формы требовалось осторожно, но сильно сократить количество шумов по сравнению с тонами.
Отсюда открываются новые принципы музыкальной артикуляции — например, я работал с 42 различными звукорядами в этом произведении [в Контактах] <…> представьте 42 разных звукоряда, в которых октава разделена на 13, 15, 17, 24 ступеней и так далее. Я использовал звукоряд звукорядов, где коэффициент возрастания ступенной величины постоянен от одного звукоряда до следующего, и каждая конкретная ступень строго связана с конкретным семейством тонов или шумов. Попросту говоря: «шумнее» звук — больше интервал — бо́льшая ступенная величина.
<…>
Чем у́же частотная полоса и чем ближе звук к чистому тону, тем утончённее шкала [звуковысот] <…> С наиболее чистыми тонами вы способны на самые изысканные мелодические жесты, значительно более рафинированные, чем то, что́ в книгах названо наименьшим из доступных слуху интервалом — дидимовой коммой 80:81. Но это неверно. Если использовать синусоиды и делать миниглиссандо вместо ступенеобразных изменений, в самом деле можно почувствовать это крошечное изменение…
Яннис Ксенакис очень часто использовал четвертитоновые интервалы, встречаются в его сочинениях и трететоны (в Sinafai и др.). Джон Кейдж предписывал четвертитоновую скордатуру в своём Квартете. Обращались к микрохроматике также Дьёрдь Лигети (Ramifications, Квартет № 2) и другие авторы.
Некоторые композиторы создавали собственные микрохроматические звукоряды. Так, Гарри Парч писал свои произведения в 11-, 13-, 31- и 43-ступенных звукорядах, основанных на натуральных интервалах, (так называемые «ромбы Партча») и для их реализации конструировал экспериментальные музыкальные инструменты («ромбовидную маримбу» и др.). Это направление микрохроматики развивал американский композитор Ла Монте Янг.
В Европе влияние натурального звукоряда на микрохроматику, связанное с идеями так называемой «спектральной музыки», ярко проявилось в творчестве Юга (Гуго) Дюфура, Жерара Гризе, Тристана Мюрая, Горацио Радулеску.
Для итальянского композитора Дж. Шельси (в большинстве его поздних сочинений) микрохроматика была важна для создания эффекта биений, как, например, в пьесе «Anahit» (1965) для скрипки с ансамблем. В пьесе «Voyages» (1974) для виолончели Шельси прямо указывал необходимое число биений между двумя близкими по высоте тонами.
В России в 1950-х годах инженер Е. А. Мурзин сконструировал оптоэлектронный синтезатор АНС, каждая октава которого была поделена на 72 равных микроинтервала. В 1960-х гг. для АНСа сочиняли отечественные композиторы-авангардисты А. М. Волконский, А. Г. Шнитке («Поток»), С. А. Губайдулина («Vivente — non vivente»), Э. В. Денисов («Пение птиц»), С. М. Крейчи. Правда, музыка, которую писали упомянутые композиторы, используя АНС, была сонорной. Никто из них не написал произведений, в которых была бы реализована (заложенная в АНСе) автономная 72-ступенная микрохроматика. Применение АНСу в 1960-е и 1970-е гг. нашёл Э. Н. Артемьев, который активно использовал синтезатор в том числе для оформления саундтреков «космической» киномузыки (например, к фильму «Солярис»).

### Микрохроматика в XXI веке
В новейшей академической музыке микрохроматика получает широкое распространение. В сочинениях М. Левинаса, Б. Фёрнихоу, Дж. Райнхарда, Р. Мажулиса микроинтервалы используются систематически.
Большинство пособий для исполнителей по новым техникам игры не обходятся без раздела, посвящённого исполнению микроинтервалов.
Во многих странах создаются и действуют общества, проводятся фестивали , специализированные на изучении и исполнении «микротоновой музыки».

## Микрохроматика в традиционной музыке Востока
Для классической музыки Востока (индийской раги, макамных традиций, индонезийского гамелана и др.) использование микротоновых интервалов принято считать традиционным и нормативным. Например, автор масштабного исследования об аль-Фараби С. Даукеева полагает, несмотря на отсутствие нотированных образцов музыки арабского средневековья, микрохроматику в этой звуковысотной системе «очевидной». При этом функционирование (логическое значение) микроинтервалов в традиционной восточной музыке составляет предмет многолетней научной дискуссии.
В изучении макамных традиций, согласно одной точке зрения (Н. А. Гарбузова, Ю. Г. Кона и других), микроинтервалы используются на практике только в качестве орнаментальных мелизмов и не образуют отдельных самостоятельных ступеней ладового звукоряда. Выдающийся русский фольклорист, исследователь музыки Средней Азии, Азербайджана, Турции и других старинных восточных традиций В. М. Беляев ещё в 1934 году писал (под «мелкими интервалами» он имел в виду то, что ныне именуется «микроинтервалами»):

В обычном представлении присутствие в турецкой музыкальной системе мелких интервалов должно привести к их использованию в мелодиях — в пассажах и мелодических оборотах, основанных на поступенном «ультрахроматическом» движении. На самом же деле эти мелкие интервалы в поступенном движении используются лишь в мелизмах и их основная роль совершенно другая: они служат для изменения настройки интервалов диатонических ладов, в звукорядах которых движутся мелодии турецкой музыки. Наличие в системе турецкой классической музыки мелких интервалов создает возможность варьирования величины основных диатонических интервалов при построении различных ладов без нарушения при этом основного диатонического характера этих последних.— Беляев. Турецкая музыка
Крупный исследователь традиционной персидской музыки Хормоз Фархат, признавая наличие в ней полутонов и целых тонов, специфически отличающихся от европейских, вместе с тем отрицает существование четвертитона как звукорядной ступени («no interval of Persian music even approximates a quarter-tone»). Несуществующий в персидской музыке четвертитон «не может служить логическим основанием музыкальной системы».
Согласно другой точке зрения (С. Агаева, А. Бакиханов) микроинтервалы издревле представляли собой конститутивные элементы (ступени) макамо-мугамных звукорядов.

## Микрохроматика как проблема музыкальной науки
Многие авторитетные западные и отечественные исследователи гармонии XX века (А. Шёнберг, Г. Шенкер, П. Хиндемит, Д. де ла Мотте, Ю. Н. Тюлин, Т. С. Бершадская и др.) либо не затрагивали микрохроматику в европейской музыке вообще, либо трактовали их как смелые композиторские эксперименты (Ю. Н. Холопов). Единственное в России систематическое учение о микрохроматике (без использования этого слова), разработанное учеником Б. Л. Яворского С. В. Протопоповым, не имело каких-либо практических последствий.
В современном российском музыковедении существуют различные оценки значения микрохроматики в истории музыки. Одни учёные полагают, что это маргинальное явление; они считают, что проявления микрохроматики как рода интервальных систем представляют собой некоторое количество индивидуальных композиторских экспериментов, направленных на глобальное реформирование гармонии, на отмену «элементарной частицы» звукорядной основы такой музыки — полутона. В масштабной (более 600 страниц) коллективной монографии «Теория современной композиции» (под ред. В. С. Ценовой), увидевшей свет уже в XXI веке, видные музыковеды рассматривают самые различные техники музыкальной композиции, но микрохроматика упоминается только спорадически.
В России XXI века появились музыканты, которые (оставляя без внимания микрохроматические артефакты прошлого) сосредоточиваются на «современной» музыке (под которой, видимо, понимаются сочинения 2-й половины XX и начала XXI веков); в ней, как полагают сторонники такого мнения, микрохроматика приобрела статус органичной составляющей.
Противоречивость оценок микрохроматической музыки отражена в диссертации И. Никольцева (2013). В начале автореферата исследователь обозначает статус микрохроматики как «прочный»

Для музыкального искусства XX века микрохроматика — симптоматичное явление, которое получает всё большее распространение. Можно утверждать, что микрохроматика не только вошла, но уже прочно закрепилась в языке современной музыки.— И. Д. Никольцев. Микрохроматика в системе современного музыкального мышления. Автореферат канд. иск, Москва, МГК, 2013, с. 3
в конце того же автореферата даёт более сдержанную оценку артефактов микрохроматики:

Несмотря на все вышеперечисленные достоинства и перспективные возможности, следует признать, что микрохроматика, по сути, до сих пор продолжает оставаться экспериментальным направлением в музыке, как и век назад, а не чем-то, безусловно доказавшим своё право на дальнейшее существование.— там же, с. 23—24
Различие в оценках «микротоновой музыки» (англ. microtonal music) отмечается и в среде западных музыковедов. В 1961 году Вилли Апель в «Кратком Гарвардском словаре музыки» писал:

Некоторые композиторы XX века <…> экспериментировали с микротоновой музыкой, но результаты [этих экспериментов] не стали общепринятыми — отчасти потому что западный слух не приучен различать столь малые интервалы.— The Harvard Brief Dictionary of Music. Cambridge, Mass., 1961, p.176-177.
Однако, в более поздних изданиях «Гарвардского словаря» тот же Апель исключил всякие оценки, ограничив своё изложение перечнем «микротоновых» композиторов и их нововведений (новые типы музыкальной нотации, новые музыкальные инструменты и т. п.).
Украинский музыковед Г. А. Когут в своей книге (2005) активно внедрял (по англоязычной модели) термин «микротоновая музыка»; научной рецепции книга Когута в российском музыковедении не получила. 

## Композиторы
- Хулиан Каррильо (1875—1965)
- Алоис Хаба (1893—1973)
- Иван Вышнеградский (1893—1979)
- Гарри Парч (1901—1974)
- Хенк Бадингс (1907—1987)
- Джон Кейдж (1912—1992)
- Яннис Ксенакис (1922—2001)
- Луиджи Ноно (1924—1990)
- Ариберт Райман (1931)
- Кшиштоф Пендерецкий (1933—2020)
- Ла Монт Янг (1935)
- Горацио Радулеску (1942—2008)
- Брайан Фёрнихоу (1943)
- Жерар Гризе (1946—1998)
- Тристан Мюрай (1947)
- Клод Вивье (1948—1983)
- Гленн Бранка (1948)
- Дэвид Фёрст (1953)
- Георг Фридрих Хаас (1953)
- Паскаль Дюсапен (1955)
- Ричард Дэвид Джеймс (1971)

Частично обращались к микрохроматике также
- Чарлз Айвз (1874—1954)
- Пьер Булез (1925—2016)[уточнить]
- София Губайдулина (1931)
- Витольд Лютославский (1913—1994)[уточнить]
- Дьёрдь Лигети (1923—2006)
- Оливье Мессиан (1908—1992)
- Сергей Слонимский (1932—2020)[уточнить]
- Клаус Хубер (1924—2017)
- Джачинто Шельси (1905—1988)
- Альфред Шнитке (1934—1998)
- Карлхайнц Штокхаузен (1928—2007)

### Российская (включая переводы)
- Вusoni F. Entwurf einer neuen Aesthetik der Tonkunst, [Triest], 1907 (русский перевод — Эскиз новой эстетики музыкального искусства, СПБ, 1912).
- Сабанеев Л. Музыкальные беседы: XII. Ультрахроматическая ориентировка // Музыка, 1913, № 121.
- Авраамов Арс. «Ультрахроматизм» или «омнитональность?» // Музыкальный современник, 1916, № 4-5.
- Хаба A. Гармоническая основа четвертитонной системы // К новым берегам", 1923, № 3.
- Штейн Р. Четвертитонная музыка // К новым берегам, 1923, № 3.
- Авраамов Арс. Клин-клином // Музыкальная культура, 1924, № 1.
- Римский-Корсаков Г. М. Обоснование четвертитоновой музыкальной системы // De musica, вып. 1, Л., 1925.
- Haba A. Neue Harmonielehre des diatonischen, chromatischen, viertel-, drittel-, sechstel- und zwölftel- Tonsystems. Leipzig, 1927.
- Синявер Л. Музыка Индии. М., 1958.
- Беляев В. М. Очерки по истории музыки народов СССР, вып. 2, М., 1963.
- Шоттен A. Обзор марокканской музыки, [перевод с французского], М., 1967.
- Эль-Саид Мохамед Авад Хавас Современная арабская народная песня, М., 1970.
- Беляев В. М. Организация народных ладовых систем, в его книге: О музыкальном фольклоре и древней письменности, М., 1971.
- Холопов Ю. Н. Гармония. Теоретический курс. М., 1988
- Брайнин В. Б. Письмо учёному соседу о некоторых возможностях микрохроматической композиции в связи с предполагаемыми перспективами эволюции музыкального языка. // Музыкальная академия, № 3, Москва, 1997.
- Холопов Ю. Н. Микро и последствия // Музыкальное образование в контексте культуры. Науч. труды РАМ им. Гнесиных. М., 2000, с. 27-38.
- Когут, Г. А. Микротоновая музыка. — Киев: Наукова думка, 2005. — С. 262. — ISBN 966-00-0604-7. Архивировано 24 апреля 2014 года.
- Холопов Ю. Н. Микрохроматика. Экмелика // Гармония. Практический курс. Ч. 2. М., 2005, с.545-551.
- Холопов Ю. Н., Кириллина Л. В., Кюрегян Т. С., Лыжов Г. И., Поспелова Р. Л., Ценова В. С. Музыкально-теоретические системы. Учебник для историко-теоретических и композиторских факультетов музыкальных вузов. М., 2006.
- Brainin, Valeri. Employment of Multicultural and Interdisciplinary Ideas in Ear Training («Microchromatic» Pitch. «Coloured» Pitch) // ISME 28 (2008), p. 53-58. ISBN 978-0-9804560-2-8.
- Холопов Ю. Н. Микрохроматика // Гармонический анализ. Часть III. М., 2009, с. 127—149.
- Полунина Е. Н. Микрохроматика в музыкальном искусстве позднего Возрождения. Дисс. канд. иск. Владивосток, 2010.
- Гуренко Н. А. Микрохроматика И. Вышнеградского: История, теория, практика освоения. Дисс. канд. иск. Екатеринбург, 2010.
- Адэр Л. О. Микротоновая музыка в Европе и России в 1900—1920-е годы. Дисс. канд. иск. Санкт-Петербург, 2013.
- Никольцев И. Д. Микрохроматика в системе современного музыкального мышления. Дисс. канд. иск. Москва, 2013.

### Иноязычная
- Vincent A. J. H. Emploi des quarts de ton dans le chant grégorien constaté sur l’Antiphonaire de Montpellier, P., 1854.
- Raillard F. Emploi des quarts de ton // Revue archéologique, 1859, v. 2.
- Gmelch J. Die Viertelstonstufen im Meßtonale von Montpellier // Veröffentlichungen der Gregorianischen Akademie zu Freiburg, 1911, H. 6.
- Moellendorff W. Musik mit Vierteltönen, Lpz., 1917.
- Haba A. Grundlagen der Tondifferenzierung und der neuen Stilmöglichkeiten in der Musik. Von neuer Musik, Köln, 1925.
- Kallenbach-Greller L. Die historischen Grundlagen der Vierteltöne, «AfMw», 1927, Jahrg. 8, H. 4.
- Guttmann A. Ist eine Vierteltonsmusik möglich?, «Melos», 1928, Jahrg. 7, H. 11.
- Zich O. Čtvrttónová hudba, «Hudebni rozhledy», 1925—1926, roč. 2, č. 2, 5-8.
- Zich O. Casellas Scarlattiana-Vierteltonmusik und Musikstil der Freicheit, «Anbruch», 1929, H. 9-10.
- Вaglioni S. Udito e voce, Roma, 1930.
- Vyschnegradsky I. L’ultrachromatisme et les espaces non octaviants, «RM», 1972, № 290/291.
- Siegel J.A.; Siegel W. Absolute identification of notes and intervals by musicians // Perception and Psychophysics, 21 (1977), pp. 143–152.
- Siegel J.A.; Siegel W. Categorical perception of tonal intervals: Musicians can’t tell sharp from flat // Perception and Psychophysics, 21 (1977), pp. 399–407.
- Burns E.M.; Ward W. Categorical perception — phenomenon or epiphenomenon: Evidence from experiments in the perception of melodic musical intervals // Journal of the Acoustical Society of America, 63 (1978), pp. 456–46.
- Zatorre R.S.; Halpern A.R. Identification, discrimination, and selective adaptation of simultaneous musical intervals // Perception and Psychophysics 26 (1979), pp. 384–395.
- Dobbins P.A.; Cuddy L.L. Octave discrimination: An experimental confirmation of the «stretched» subjective octave // Journal of the Acoustical Society of America, 72 (1982), pp. 411–415.
- Jordan, D.S. Influence of the diatonic tonal hierarchy at microtonal intervals // Perception and Psychophysics 41 (1987), pp. 482–488.
- Otaola P. Instrumento perfecto y sistemas armónicos microtonales en el siglo XVI: Bermudo, Vicentino y Salinas // Anuario musical 49 (1994), pp. 127–157 (микрохроматика в трудах Х.Бермудо, Н.Вичентино, Ф.Салинаса).
- Conti L. Suoni di una terra incognita: il microtonalismo in Nord America (1900—1940). Lucca : Libreria musicale italiana, 2005.
- Barbieri P. Enharmonic instruments and music 1470—1900. Latina: Il Levante Libreria Editrice, 2008.
- Conti L. Ultracromatiche sensazioni: il microtonalismo in Europa (1840—1940). Lucca: Libreria musicale italiana, 2008.
- Mikrotonalität — Praxis und Utopie, hrsg. v. C.Pätzold u. C.J.Walter. Mainz: Schott, 2011. ISBN 3-7957-0862-1 (сб. статей)